# Skillet
Skillet je křesťanská rocková kapela, která vznikla roku 1996 v Memphisu ve státě Tennessee (USA). Zaměřují se na různé žánry, rock, alternativní rock, hard rock, křesťanskému metalu a nu metalu.
Kapela od svého vzniku nahrála 14 desek, mnoho z jejich písní se hrálo v rádiích a ve filmech. První dvě alba nahráli pouze tři (John Cooper – zpěv, basa, Trey McClurkin – bicí, Ken Steorts – kytara), z nichž v nynější sestavě zůstal jen John Cooper. Nyní má kapela čtyři členy. Do dnes byla skupina obdarována dvěma cenami Grammy.

## Členové

### Současní členové
- John Cooper – zpěv, basová kytara, akustická kytara (1996–současnost)
- Korey Cooper – rytmická kytara, klávesy, syntezátor, doprovodné vokály (1999–současnost)
- Jen Ledger – zpěv, bicí, doprovodné vokály (2008–současnost)
- Seth Morrison – sólová kytara (2011–současnost)

### Bývalí členové
- Ken Steorts – kytary (1996–1999)
- Trey McClurkin – bicí (1996–2000)
- Kevin Haaland – sólová kytara (1999–2001)
- Lori Peters – bicí (2000–2007)
- Ben Kasica – sólová kytara (2001–2011)

## Historie

### Název
Název kapely navrhl zakládajícím členům jejich pastor. John Cooper předtím hrál v kapele Seraph a Ken Steorts v kapele Urgent Cry. Jejich kapely se však rozpadly a oni se rozhodli založit spolu novou kapelu. A protože každý z nich pocházel z jiné kapely, vznikl ten nápad nazvat novou kapelu Skillet, v češtině pánvička.

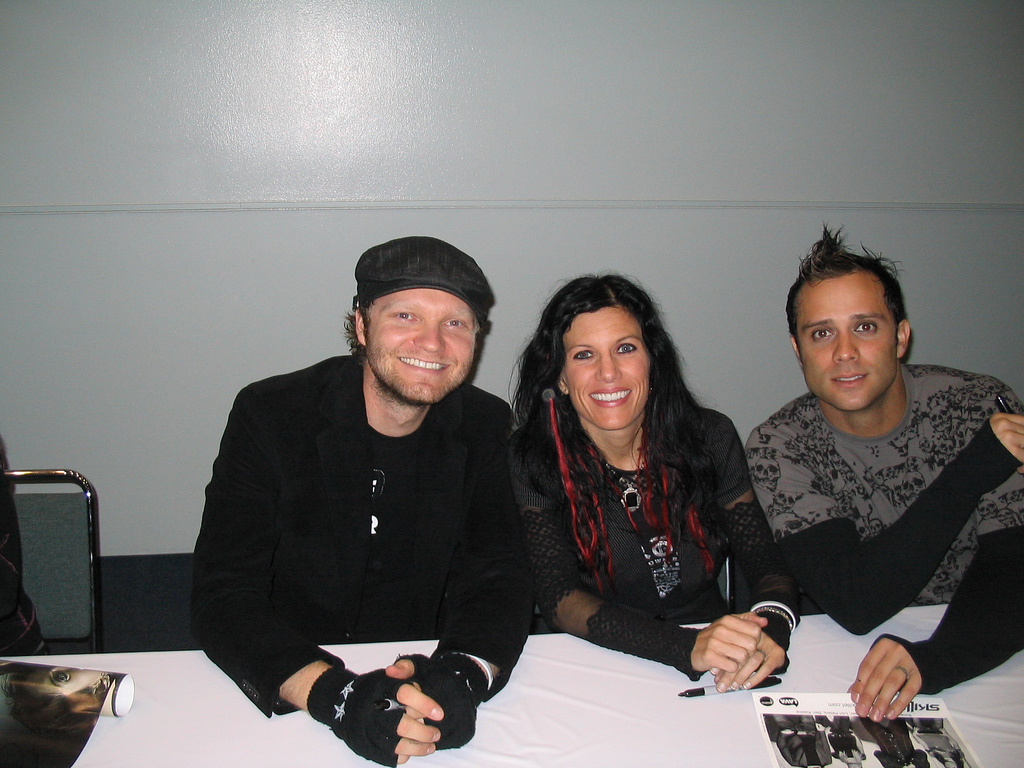
Skupina v roce 2006

### Historický vývoj kapely
- 1996 – založena kapela, členy byli Ken Steorts, John Cooper, Trey McClurkin; vydali první album Skillet a vyrazili na první turné[3]
- 1998 – vydáno druhé album: Hey You, I Love Your Soul;[4] kapela změnila svůj styl z tvrdšího rocku na jemnější, ve kterém figurovaly hlavně klávesy; John Cooper se seznámil s Korey, po nějaké době se vzali a  ta se přidala ke kapele (oficiálně však nebyla členkou kapely až do nahrávání dalšího alba)
- 1999 – nový člen: Kevin Haaland
- 2000 – Ken Steorts opustil kapelu; vydáno 3. album: Invincible;[5] i kvůli odchodu Kena Steortse je kompletně změněné, Skillet začali používat industriální zvuky a hudebně je mnoho kritik přirovnávalo k Marilyn Mansonovi nebo Nine Inch Nails; Trey McClurkin odešel z kapely, a tak přibyla nová členka bubenice Lori Peters; vydáno album Ardent Worship – sbírka chval, z nichž pět bylo složeno přímo kapelou Skillet[5]
- 2001 – z kapely odešel Kevin Haaland, kytaru po něm převzal Ben Kasica; vydáno album Alien Youth; po zvukové stránce je toto album mnohem agresivnější a útočnější. Album ve velké míře odkazuje na původ světa, pohlíží na Ježíše jako na cizince, a to zejména v písních Alien Youth a Earth Invasion
- 2002 – vzniklo DVD Alien Youth: "The Unplugged Invasion"
- 2003 – vydáno album Collide, nominované na Grammy; třetí posun kapely z hudebního hlediska, z industriálních zvuků přes hard-rock ke kombinaci smyčcových nástrojů a elektrické kytary[6]
- 2006 – vydáno album Comatose; velice úspěšné album, které získalo nominaci na Grammy, cenu Dove Awards a další ocenění[7][8]
- 2007 – vydána speciální edice alba Comatose CD/DVD, z kapely odešla bubenice Lori Peters[9]
- 2008 – do kapely přichází nová bubenice Jen Ledger[10]
- 2009 – vydáno veleúspěšné album Awake, nejúspěšnější singly byly Monster, Hero a Awake and alive[11][12] Používala je i společnost WWE pro své akce
- 2011 – Odešel kytarista Ben Kasica, nahradil ho Seth Morrison. Skupina vydala EP s názvem Awake and Remixed.[13]
- 2013 – vydáno křesťansko-rockové album Rise[14]
- 2016 – vydáno album Unleashed[15]
- 2019 – vydáno album Victorious[16]
- 2022 – vydáno album Dominion[17]
- 2024 – skupina odchází z hudebního vydavatelství Atlantic Records,[18] vydáno album Revolution[19]

## Diskografie

### Studiová alba
- 1996: Skillet
- 1998: Hey You, I Love Your Soul
- 2000: Invincible
- 2000: Ardent Worship
- 2001: Alien Youth
- 2003: Collide – nominace Best Rock Gospel Album Grammy
- 2004: Veggie Rocks
- 2006: Comatose – nominace Best Rock Gospel Album Grammy
- 2009: Awake
- 2013: Rise
- 2016: Unleashed
- 2019: Victorious
- 2022: Dominion
- 2024: Revolution

### Živá alba
- 2000: Ardent Worship
- 2008: Comatose Comes Alive

### EP
- 2006: The Older I Get
- 2010: iTunes Session
- 2011: Awake and Remixed
- 2017: Feel Invincible Remix EP